# Jean-François Régis Cadier
Jean-François Régis Cadier, född 16 mars 1829 i Frankrike, död 5 mars 1890 i Stockholm, var utbildad kock och hotellman, invandrad till Sverige 1852. Régis Cadier grundade Grand Hôtel i Stockholm. Han var gift med Lilly Carolina Roberg (1831-1902)  och de hade fyra barn. Han var morfar till Carl Malmsten.

## Biografi

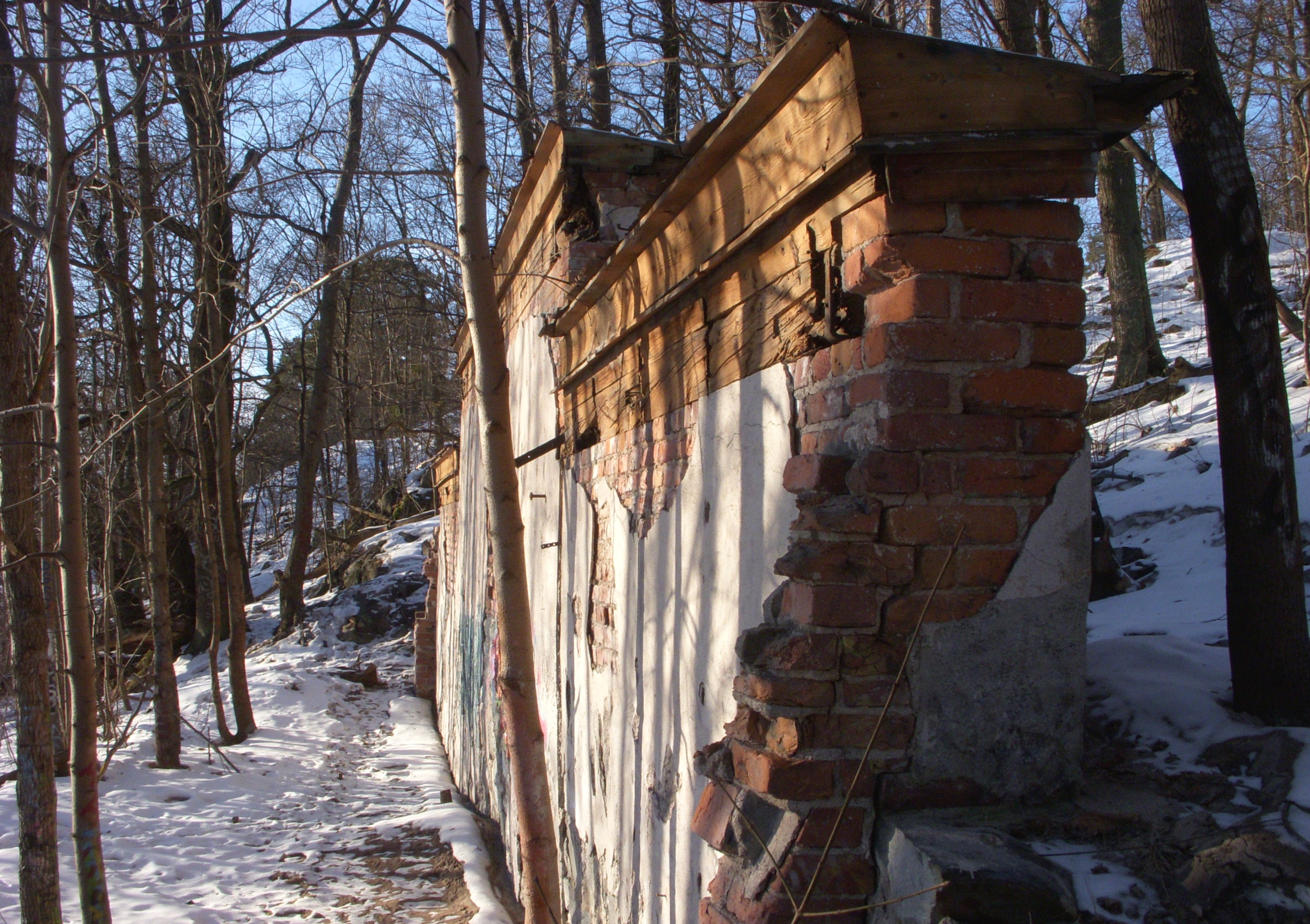
Cadiers odlingar resterna av ett av växthusen.

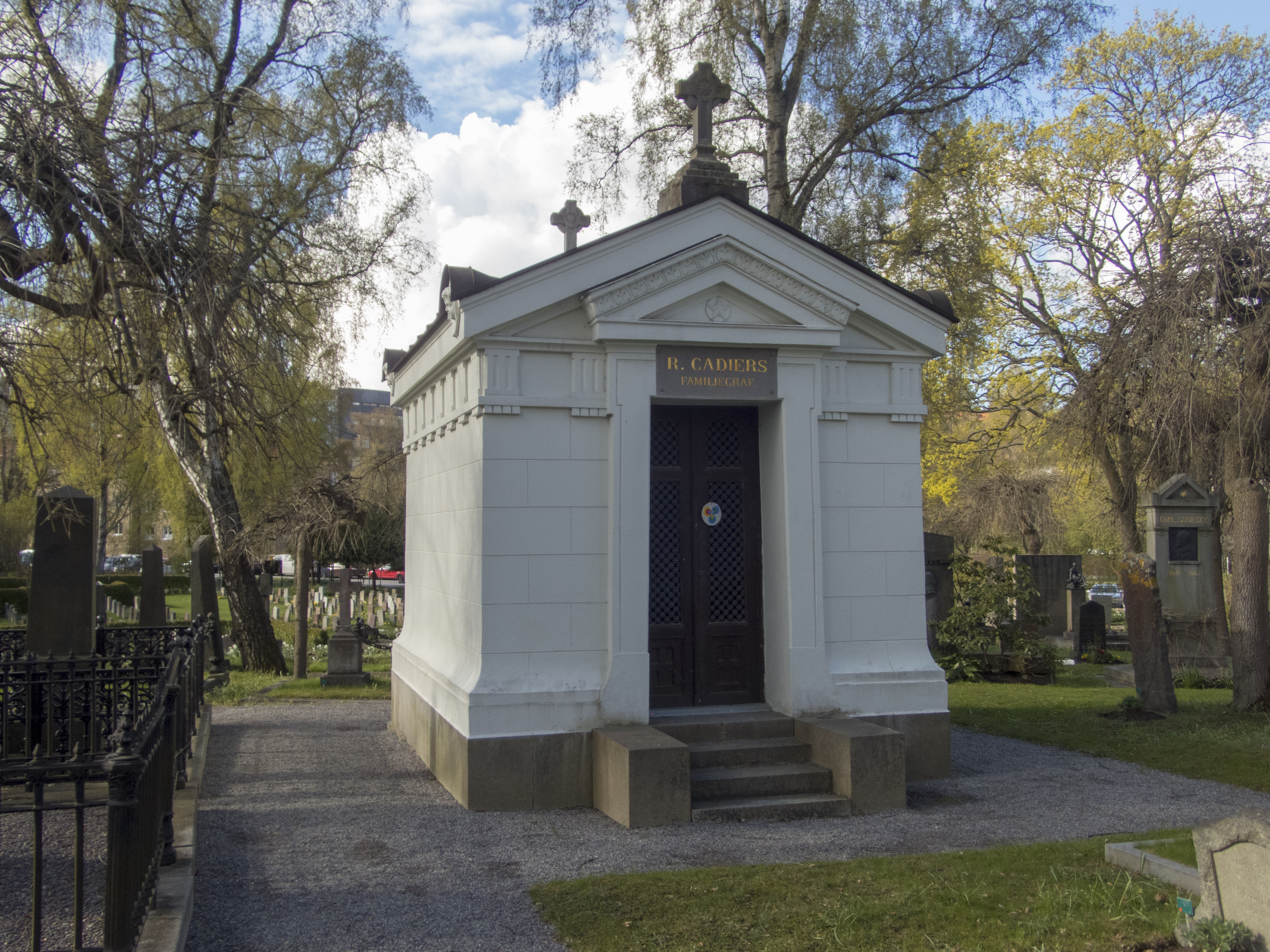
Régis Cadiers gravvård på Solna kyrkogård.

Régis Cadiers föräldrar drev ett värdshus i en liten by i alperna där han tidigt under sina uppväxtår fick hjälpa till med arbetet på värdshuset. Via Grenoble begav sig Régis till Paris där han utbildade sig till mästerkock på krogen Frères Provençaux under åren 1848-1850. Han fortsatte sedan till S:t Petersburg där han efter några år fick anställning hos den ryske greven Daschkoff. När Daschkoff blev utsedd till ryskt sändebud i Sverige följde Régis Cadier med för att organisera hushållet. Sällskapet anlände med hjulångaren Furst Menschikoff till Skeppsbrokajen den 3 november 1852.
Efter ett år i greve Daschkoffs tjänst tillträdde han den prestigefyllda tjänsten som kunglig kock på Stockholms Slott. I slutet av 1854 öppnade Cadier en egen delikatessaffär som blev en av Stockholms mest populära med en elegant inredning efter franskt mönster. En doft av Paris hade kommit till Sveriges huvudstad. Tre år senare öppnade Cadier Stockholms första restaurang med en tydlig fransk anknytning och lånade namnet Trois Frères Provençaux från den restaurang där han hade utbildat sig till kock i Paris.
På våren 1859 övertog han arrendekontraktet till Hôtel Rydberg som redan vid den tiden hade utvecklades till det ledande hotellet i Stockholm, som Cadier fortsatte att utveckla. Hans framgångar i hotellrörelsen var grunden till att han som ledande hotellman i Stockholm, omkring 1870, fick uppdraget att välja ut en tomt och projektera ett nytt storhotell i StockhoIm som kom att döpas till Grand Hôtel. Hotellet stod klart att ta emot de första hotellgästerna på försommaren 1874.
1889 flyttade familjen Régis och Caroline in i en trettonrumsvåning i Bolinderska huset. Régis Cadier avled bara drygt ett år senare, men änkan Caroline Cadier var bosatt i våningen fram till 1897, då hon sålde Grand Hôtel och Bolinderska palatset.
Grand Hôtel kom att bli Régis stora livsverk som han drev med fast hand ända fram till sin död. Han tilldelades Vasaorden av kung Oscar II för sina insatser i restaurang- och hotellrörelsen i Sverige.
Han är begravd på Solna kyrkogård.